# Barrage de Vanderkloof
Le barrage de Vanderkloof (anciennement barrage P. K. Le Roux) est un barrage hydroélectrique situé sur le cours du fleuve Orange, à la frontière entre les provinces de Cap du Nord et de l'État-Libre. Il est situé environ à 130 km en aval du barrage de Gariep.
Sa construction a commencé en avril 1971, et sa mise en service est intervenue en septembre 1977. Le barrage a d'abord porté le nom de P. K. Le Roux, un ancien ministre des Eaux qui, durant de nombreuses années, a fait campagne pour le développement du fleuve Orange. 
C'est un barrage-voûte d'une hauteur de 108 m, utilisé pour la production d'électricité et l'irrigation. Le rapport Longueur/Hauteur de 7,5 se traduit par une voûte très large en vallée. 
Ce barrage participe, avec celui de Gariep à la régulation du débit du fleuve. Ceci a eu des conséquences écologiques imprévues, comme la prolifération des insectes. Précédemment, les périodes prolongées de faibles débits ou d'arrêts de l'écoulement du cours d'eau limitaient la reproduction d’insectes, notamment les diptères, les plus nocifs pour l’élevage et l’agriculture. Pour arriver à un débit très faible de l’écoulement du fleuve pendant 24 heures, à Prieska, 350 km en aval, il faudrait, depuis la mise en place du barrage, arrêter la production d’électricité à Vanderkloof pendant 4 jours en plein hiver.
Il est le théâtre principal du roman d'anticipation de Deon Meyer, L'Année du lion.

## Source de la traduction
- (en) Cet article est partiellement ou en totalité issu de l’article de Wikipédia en anglais intitulé « Vanderkloof Dam » (voir la liste des auteurs).